# Живокость Шмальгаузена
Жи́вокость Шмальга́узена, или Живокость Серге́я (лат. Delphīnium schmalhausēnii) — вид многолетних травянистых растений из рода Живокость (Delphinium) семейства Лютиковые (Ranunculaceae).
Вид назван в честь Ивана Фёдоровича Шмальгаузена русского ботаника, профессора Киевского университета.

## Ареал и среда обитания
Произрастает на Кавказе и степных районах Придонья. Как правило произрастает в зарослях степных кустарников, разреженных дубравах, на лесных полянах, в каменистых степях, на меловых склонах.

## Описание
Многолетнее растение. Короткокорневищное, травянистое. Высота от 70 до 120 см. Стебель несильно ветвистый или простой, в верхней половине желёзисто-опушённый, внизу только с простыми короткими прижатыми волосками, реже весь с простым опушением. Листья до основания ложно пальчато-рассечённые на 5—7 долей, в свою очередь, глубоко рассечённых на многочисленные линейные участки, и снизу, и сверху волосистые.
Цветки в простой или ветвистой кисти длинной до 30—33 см. Нижние прицветники цельные, реже разделённые на дольки, но тогда лишь немного превышающие цветонос соцветия, верхние — цельные узколинейные, волосистые. Прицветники линейно-шиловидные, также волосистые, расположенные в верхней четверти опушённой цветоножки. Листки околоцветника сине-голубые, длиной 1,3—1,5 см и 0,45—0,6 см шириной, снаружи коротко прижато-опушённые, верхний из них при основании продолжен в косо вверх восходящий и близ верхушки книзу изогнутый, туповато-заострённый или заострённый шпорец длиной 1,3— 1,8 см и внизу около 3,5— 4 мм толщиной. Нектарники и стаминодии окрашены в тот же цвет, что и листочки околоцветника. Плод —многолистовка.
Цветение в июле-августе. Размножение семенное. Ядовито.

## Охрана
Включена в Красные книги следующих субъектов РФ: Волгоградская область, Воронежская область, Ростовская область, а также в Красную книгу Донецкой области Украины.

## Синонимика
Согласно данным The Plant List
- Delphinium freynii Conrath
- Delphinium hybridum Steph. ex Willd.
- Delphinium schmalhausenii subsp. freynii (Conrath ex Freyn) Takht.
- Delphinium sergei O.D.Wissjul.
- Delphinium somcheticum Conrath & Freyn
- Diedropetala freynii (Conrath) Galushko
- Diedropetala schmalhausenii (Albov) Galushko